# Ниммеотса
Ниммеотса (ест. Nõmmeotsa) — село в Естонії, у волості Мяр'ямаа повіту Рапламаа.

## Населення
Чисельність населення за переписом 2000 року становила 30 осіб, за переписом 2011 року — 35 осіб, за переписом 2021 року — 35 осіб.